# Amblyraja jenseni
Amblyraja jenseni е вид хрущялна риба от семейство Морски лисици (Rajidae). Видът е незастрашен от изчезване.

## Разпространение и местообитание
Разпространен е в Ирландия, Канада (Лабрадор и Нова Скотия) и САЩ.
Среща се на дълбочина от 366 до 2295 m, при температура на водата от 0,8 до 6,4 °C и соленост 34,5 – 35 ‰.

## Описание
На дължина достигат до 85 cm.